# Ellen Ombre

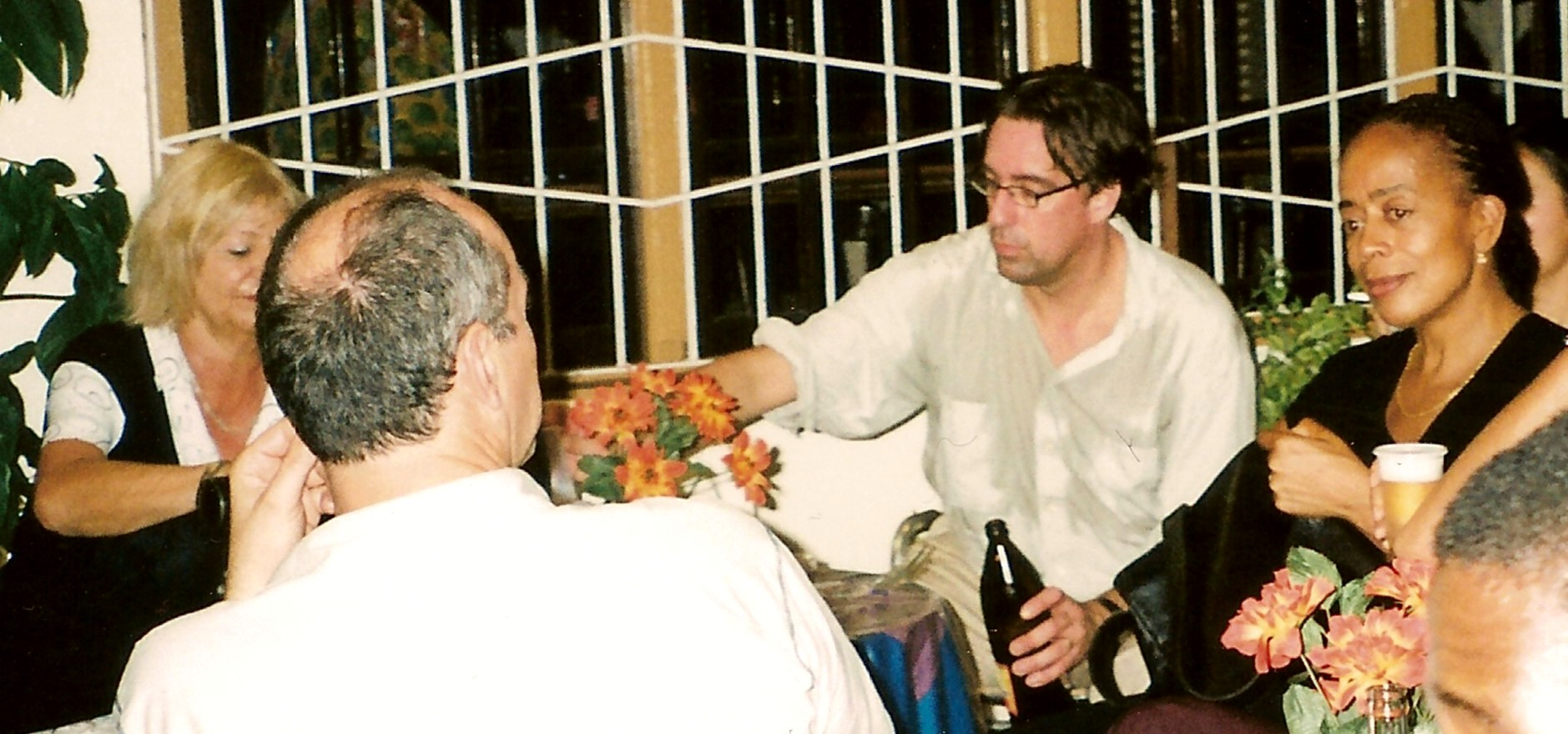
Ellen Ombre (a la derecha), con v.l.n.r. Rudy Wester (director de los Fondos de Producción Literaria de los Países Bajos) y los escritores Michiel van Kempen y Joost Zwagerman; Paramaribo, nov. 2002

Ellen Louise Ombre (Paramaribo, 8 de diciembre de 1948) es una escritora nacida en Surinam. En 1961 se radicó en los Países Bajos y trabajó como médica y miembro cinetífica de una clínica en Ámsterdam. En 1992 fue su debut como escritora con la colección Maalstroom. 
El principal tema de las historias de Ellen Ombre - recopiladas en Maalstroom  (1992), Vrouwvreemd (1994), Wie goed bedoelt (1996) t Valse verlangens (2000) - es el desplazamiento: que sucede cuando alguien de una cultura entra en una cultura diferente. Las historias están pobladas de figuras que poseen sus fronteras –en forma literal y figurativa– o desean tenerlas. Ellas están permanentemente conscientes de su nueva situación en cuanto al contraste que representa respecto a su existencia previa. Este tema fue desarrollado por Ombre en forma amplia en su primera novela, Negerjood in moederland (2004). El libro se basa en las complejas relaciones familiares características del Caribe. El pasado del protagonista Hannah Dankerlui, se enlaza con tradiciones orales negras y judías, y le llena su mente, determinando en gran medida sus acciones.